# تاو هوا
تاو هوا (بالصينية: 陶樺) هي لاعبة كرة لينة صينية، ولدت في 12 ديسمبر 1972 في شانغهاي في الصين.

## وصلات خارجية
- تاو هوا على موقع اللجنة الأولمبية الدولية (الإنجليزية)
- تاو هوا على موقع أوليمبيديا (الإنجليزية)
- تاو هوا على موقع اللجنة الأولمبية الصينية (الإنجليزية)